# Kimberliet

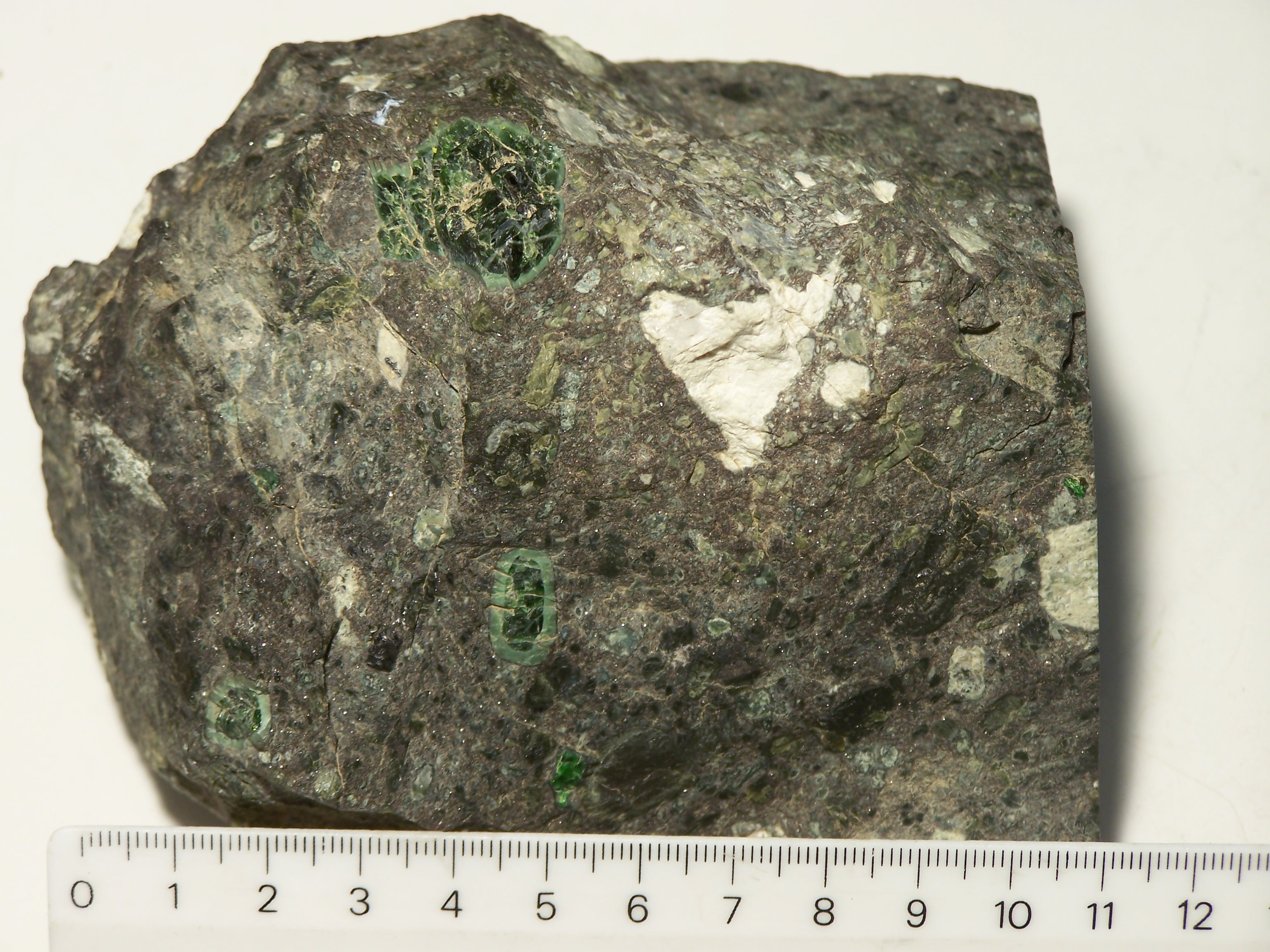
Diamanthoudende kimberliet uit de VS. De groene klasten zijn pyroxeen.

Kimberliet is een ultra-mafisch stollingsgesteente dat de belangrijkste bron van natuurlijke diamanten vormt.

## Eigenschappen
Kimberliet is een stollingsgesteente van een magma dat van erg diep (100 tot 200 km) erg snel naar boven komt. Kimberlieten bevatten veel fenocrysten van olivijn, flogopiet, ilmeniet, granaten en pyroxenen in een matrix van serpentijn, flogopiet, magnetiet, perovskiet, chloriet, calciet en apatiet. Vaak zijn de fenocrysten zogenaamde xenocrysten, afkomstig uit het omringende mantelgesteente waar de kimberlietpijp doorheen komt. Hierdoor komen er verschillende "generaties" van olivijn voor; olivijnen gevormd in het magma, als matrix, of olivijnen gevormd in de xenocrysten die "drijven" in de matrix. De xenocrysten afkomstig uit de mantel zijn van ofwel eclogiet, ofwel lherzoliet samenstelling. Omdat kimberliet zeer snel omhoog komt, hebben diamanten die vanuit de mantel in de smelt terechtgekomen zijn niet de tijd om tot grafiet te vervallen; het koolstof behoudt de sterke kristalstructuur van diamant.

## Naam
Kimberliet is genoemd naar de Kimberley-mijn in Zuid-Afrika.

## Voorkomen
Kimberlieten komen voor op oude schilden en kratons. Hoewel ze niet beperkt zijn tot rifts, komen ze doorgaans wel voor in gebieden waar sterke riftvorming is opgetreden. De bekendste kimberlieten komen voor in Zuid-Afrika, Australië en Siberië. Dit zijn tevens bekende vindplaatsen van diamant.